# Klaas Lodewyck
Klaas Lodewyck (Roeselare, Província de Flandres Ocidental, 24 de março de 1988) é um ciclista belga que foi profissional entre 2008 e 2015.
Passou em 2008 pelo filial da equipa Rabobank Cycling Team, o Rabobank Continental. Posteriormente, já no profissionalismo, correu para o Topsport Vlaanderen. Dois anos depois alinhou pela equipa Omega Pharma-Lotto, onde esteve uma temporada para depois passar à equipa estado-unidense BMC Racing Team em onde permanece na actualidade.
Em agosto de 2014 detectou-se-lhe um ritmo cardíaco irregular obrigando-lhe a deixar a competição momentaneamente e durante um tempo indefinido. Depois de sua retirada, converteu-se em diretor desportivo do conjunto BMC Racing. Em 2019, alinhou como diretor desportivo do conjunto Quick-Step Floors.

## Palmarés
- 2007 (como amador)
  - 1 etapa da Ronde de l'Oise
  - 1 etapa do Triptyque des Barrages

## Resultados em Grandes Voltas e Campeonatos do Mundo
| Corrida            | Corrida            | 2008 | 2009 | 2010 | 2011  | 2012  | 2013  | 2014 | 2015 |
| ------------------ | ------------------ | ---- | ---- | ---- | ----- | ----- | ----- | ---- | ---- |
|                    | Giro d'Italia      | —    | —    | —    | 147.º | —     | Ab.   | —    | —    |
|                    | Tour de France     | —    | —    | —    | —     | —     | —     | —    | —    |
|                    | Volta a Espanha    | —    | —    | —    | —     | 116.º | 120.º | —    | —    |
| Mundial em Estrada | Mundial em Estrada | —    | —    | —    | 63.º  | —     | —     | —    | —    |

—: não participa 

Ab.: abandono

## Equipas
- Rabobank CT (2008)
  - Topsport Vlaanderen-Mercator (2009-2010)
  - Omega Pharma-Lotto (2011)
  - BMC Racing Team (2012-2015)